# SkyTeam
Skyteam este a doua alianță aeriană din lume, după Star Alliance și înaintea Oneworld. Înființată în 2000, alianța are acum 14 membri, uniți sub sloganul "Ne pasă mai mult de dumneavoastră" (engleză Caring more about you).

## Istorie
- 2010
  - Pe 25 iunie, TAROM devine membru al alianței
  - Pe 22 iunie, cu ocazia aniversării a 10 ani de la înființare, China Eastern semnează un acord de asociere, iar alianța renunță la statutul de membru asociat, Kenya Airways și Air Europa devenind astfel membri cu drepturi depline.
  - Pe 10 iunie, Vietnam Airlines intră în SkyTeam.

- 2009
  - 5 noiembrie 2009: Korean Air anunță printr-un comunicat că Vietnam Airlines și Tarom vor deveni membri ai alianței în iunie 2010.
  - Pe 24 octombrie 2009, Continental și Copa Airlines părăsesc SkyTeam în urma alianței Continenta-United Airlines.
  - Pe 15 aprilie 2009, Skyteam anunță integrarea Vietnam Airlines în cadrul alianței în iunie 2010.
  - Air France-KLM achiziționează 25 % din capitalul noii companii Alitalia, ce integrează Air One, pe 12 ianuarie

- 2008
  - În luna mai este semnat un acord de asociere cu Tarom, în urma căruia compania românească urma să devină membru asociat
  - În aprilie este anunțată fuziunea dintre Delta Airlines și Northwest Airlines
  - Air France KLM, Delta și Northwest creează o entitate comună destinată zborurilor transatlantice și obtin aprobarea autorităților anti-monopol din SUA pentru aceasta, în urma unei înțelegeri între SUA și UE cu privire la liberalizarea transportului aerian.
  - Pe 17 iulie, Continental Airlines anunță o alianță cu United Airlines, precum si ieșirea din alianță Skyteam, pentru a intra în Star Alliance[2].

- 2007
  - Pe 15 noiembrie, China Southern se alătură alianței.
  - Pe 1 septembrie, Air Europa, Copa Airlines și Kenya Airways devin membri asociati ai SkyTeam.
  - Pe 2 februarie, la Madrid, Nairobi și Panama sunt semnate acorduri cu Air Europa, Copa Airlines și Kenya Airways.

- 2006
  - Pe 2 iunie este anunțată adeziunea companiei Portugalia în 2008. Adeziunea este anulată în 2007, după cumpărarea companiei de către TAP.
  - Pe 14 aprilie, Aeroflot devine oficial membru al alianței.

- 2005
  - Pe 9 iunie, SkyTeam anunță crearea statutului de "membri asociați", copiat după Star Alliance, ce permite integrarea companiilor mai mici, care colaborează deja cu un membru al alianței. Primii membri asociati urmau să fie: Air Europa, Kenya Airways, Copa Airlines și Tarom.

- 2004
  - Continental Airlines, KLM Royal Dutch Airlines si Northwest Airlines se alătură SkyTeam pe  13 septembrie. Alianța oferea la acel moment peste 14.000 de zboruri pe zi și transporta 341 de milioane de pasageri pe an.
  - Pe 28 august, SkyTeam și China Southern semnează un acord ce reprezintă prima etapă către intrarea companiei chineze în cadrul alianței.
  - În iulie, SkyTeam lansează SkyTeam America Pass pentru pasagerii ce vizitează America de Nord și Caraibele.
  - Pe 24 mai, SkyTeam și Aeroflot semnează un acord ce reprezintă prima etapă către intrarea companiei ruse în cadrul alianței.
  - Pe 12 februarie, Comisia europeană autorizează proiectul de uniune dintre Air France și KLM, ce va forma cel mai mare transportator european.
  - Pe 29 ianuarie, SkyTeam acceptă dorința Aeroflot de a se alătura alianței.

- 2003
  - Pe 30 septembrie, conducerea SkyTeam anunță intenția KLM de a se alătura alianței.
  - Pentru a răspunde așteptărilor clienților, SkyTeam lansează în iunie o nouă versiune a sitului skyteam.com. Continutul sitului a fost orientat spre oferirea de asistență pasagerilor în pregătirea călătoriilor.
  - Pe 23 ianuarie, membrii SkyTeam își fac publice intențiile de a permite unor companii să devină membri asociați ai alianței.

- 2002
  - În noiembrie, SkyTeam obține primul loc în clasamentul mondial al companiilor în categoria „companii aeriene”, publicat de revista americană Global Finance.
  - În august, alianța lansează SkyTeam European Airpass pentru pasagerii ce vizitează Europa.
  - Pe 28 iunie, SkyTeam devine prima alianță aeriană ce beneficiază de imunitatea antitrust oferită de Departanetul Transporturilor din SUA pentru liniile transatlantice și transpacifice.
  - Pe 17 ianuarie, Departanetul Transporturilor din SUA oferă imunitate antitrust companiilor Air France, Alitalia, CSA Czech Airlines și Delta, permițându-le să coopereze pe rutele transatlantice.

- 2001
  - Pe 21 martie, SkyTeam primește compania cehă CSA Czech Airlines ca membru.
  - SkyTeam anunță pe 27 iulie semnarea unui acord de adeziune cu Alitalia
  - În noiembrie, Air France, Delta și Korean Air lanseză o întreprindere mixtă de cargo numită „Vânzări Cargo SUA”

- 2000
  - Pe 31 octombrie, SkyTeam anunță că toate zborurile sale vor fi de nefumători.
  - SkyTeam lansează pe 28 septembrie prima alianță globală de cargo, SkyTeam Cargo, unde membri sunt Aeromexico Cargo, Air France Cargo, Delta Air Logistics și Korean Air Cargo.
  - SkyTeam lansează pe 23 iunie prima campanie publicitară în Europa, SUA, America de Sud și Asia. Această campanie are ca motto: „Mai întâi dumneavostră”. Ea prezintă o alianță care se angajează să plaseze pasagerul în centrul strategiei sale.
  - Pe 22 iunie, președinții AeroMexico, Air France, Delta Air Lines și Korean Air anunță la New York crearea SkyTeam. La creare, SkyTeam oferea 6.402 zboruri zilnice și transporta 174 de milioane de pasageri pe an.

- 1999
  - Pe 22 iunie, Air France și Delta Air Lines anunță semnarea unui acord strategic excusiv de lungă durată, ca prim pas spre formarea unei alianțe globale.

## Membri

### Actuali
- Aeroflot
- Aeroméxico
- Aerolineas Argentina
- Air Europa
- Air France
- China Airlines
- China Southern Airlines
- CSA Czech Airlines
- Delta Air Lines
- ITA Airways
- Kenya Airways
- KLM
- Korean Air
- Tarom
- Vietnam Airlines
- China Eastern
- Garuda Indonesia